# دونالد إتش وايت
دونالد إتش وايت (بالإنجليزية: Donald H. White)‏ هو ملحن أمريكي، ولد في 28 فبراير 1921، وتوفي في 4 أكتوبر 2016.